# Crème brûlée

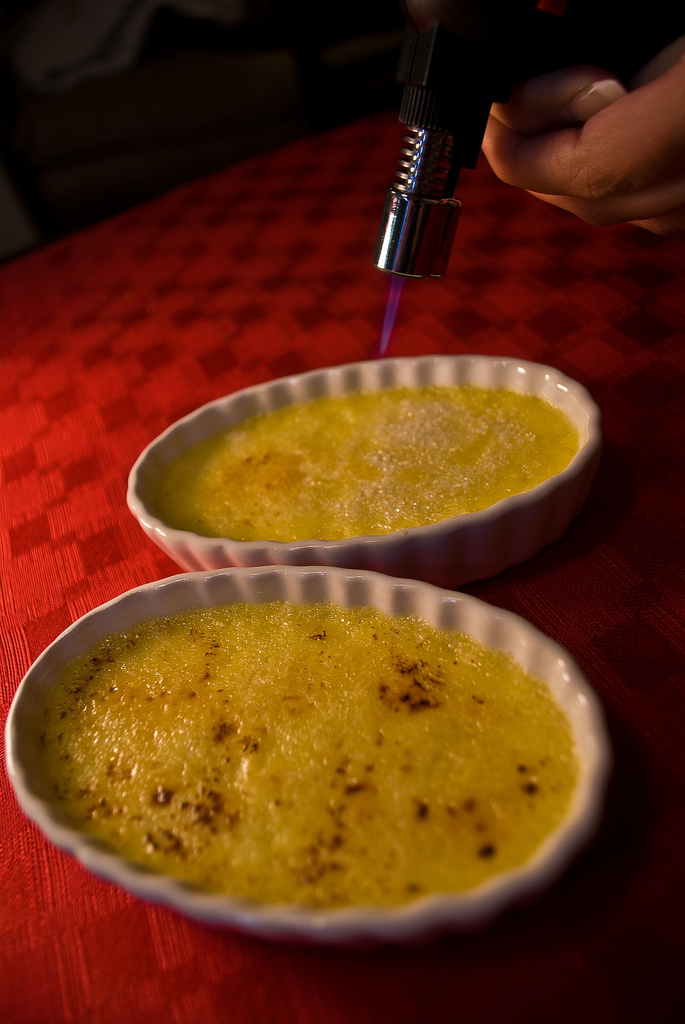
Crème brûlée đang được chế biến với một chiếc bật lửa khò nhỏ

Crème brûlée (/ˌkrɛm bruːˈleɪ/; phát âm tiếng Pháp: [kʁɛm bʁy.le]), còn được biết đến là kem cháy, crema catalana, hoặc kem Trinity là một món tráng miệng bao gồm một lớp đế custard béo phủ với một lớp caramel cứng. Người ta thường dùng nó ở nhiệt độ phòng.
Đế custard theo truyền thống có hương vị vani, nhưng cũng có thể có nhiều loại vị khác.

## Lịch sử
Tài liệu in ấn sớm nhất được biết đến có đề cập đến crème brûlée xuất hiện ở cuốn sách nấu ăn của François Massialot năn 1691 Cuisinier royal et bourgeois. Tên gọi "kem cháy" được sử dụng năm 1702 khi dịch ra tiếng Anh. Một cách khó hiểu, năm 1740 Massailot đề cập đến một công thức nấu ăn tương tự với tên gọi là crême à l'Angloise, 'kem Anh'. Món này biến mất khỏi các cuốn sách nấu ăn của Pháp cho đến những năm 1980.
Một phiên bản của crème brûlée (biết đến ở địa phương là "kem Trinity" hoặc "kem cháy Cambridge") được giới thiệu ở Trinity College, Cambridge năm 1879.
Crème brûlée trở nên cực kỳ nổi tiếng trong những năm 1980, "một biểu tượng của thú vui và sự bùng nổ nhà hàng trong thập kỷ đó".

## Crema catalana
Trong ẩm thực Catalunya, crema catalana ("kem Catalunya") hoặc crema quemada ("Kem cháy"), là một món giống với crème brûlée, mặc đường (được caramen hóa với dụng cụ đặc biệt thay vì lửa) là một sáng chế gần đây. Theo truyền thống nó được biết tới là crema de Sant Josep, ban đầu nó được dùng vào ngày thánh Joseph' mặc dù ngày nay nó được tiêu thụ cả năm. Phần custard được tạo hương vị với vỏ chanh hoặc cam, và quế.

## Kỹ thuật

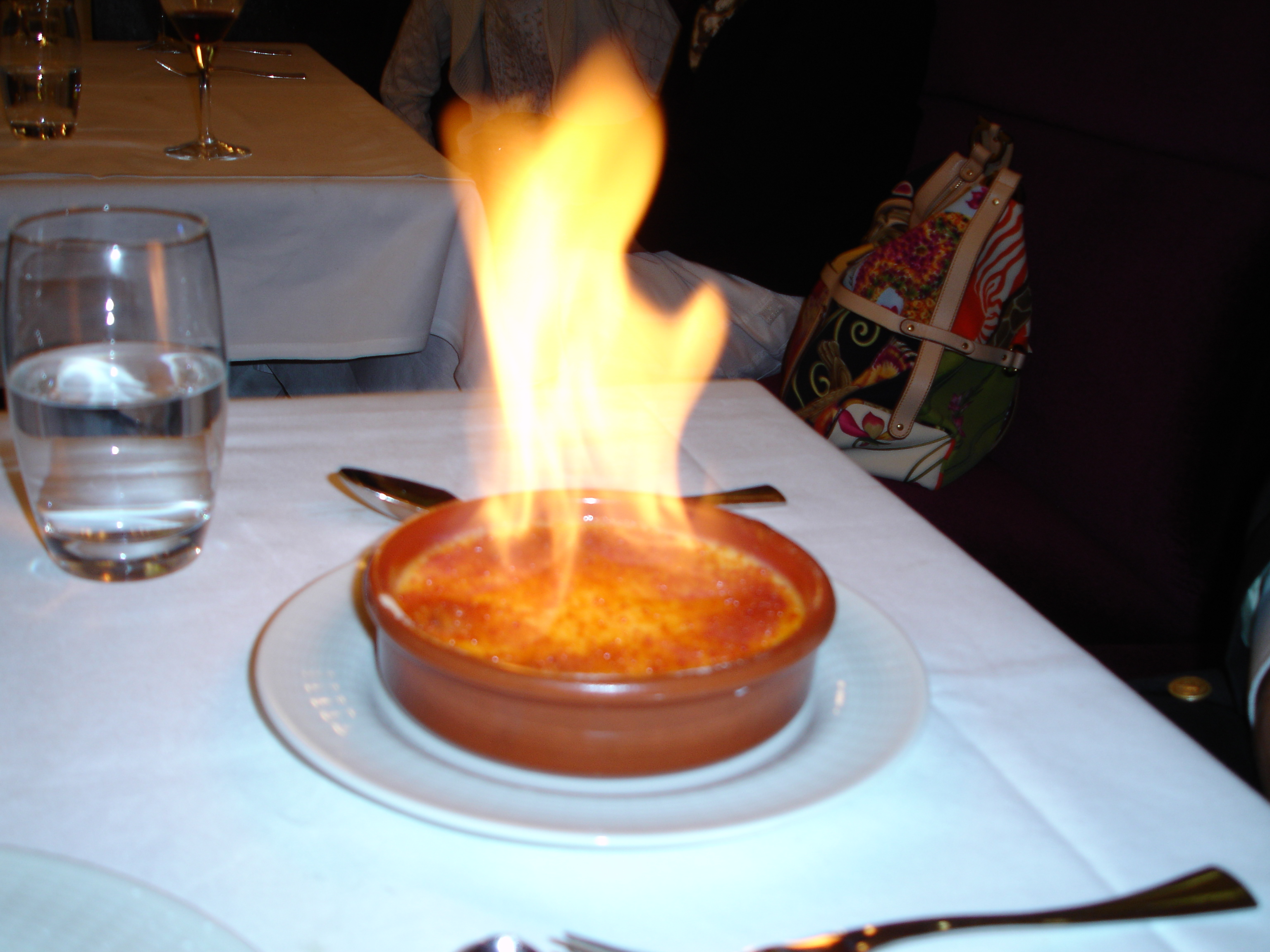
Crème brûlée flambé

Crème brûlée thường được phục vụ riêng lẻ trong khuôn ramekin. Tấm caramen tròn có thể được chế biến riêng biệt và đặt lên trên cùng trước khi phục vụ. Để chế biến, đường được rắc lên trên custard, sau đó được caramen hóa bằng thiết bị nướng salamander hoặc bật lửa khò.

## Bibliography
- "Origin of Crème Brûlée", Petits Propos Culinaires 31:61 (tháng 3 năm 1989).